# NeoAct
NeoAct（ネオアクト）とは、ネオクラシックバレエのダンスカンパニー。
クラシックバレエのテクニックを元にコンテンポラリーダンスの振付を入れたネオクラシックバレエ。ネオ(=neo 新たな)という意味。
海外でバレエ、コンテンポラリー、ネオクラシックを専門的に学んだメンバーや、日本のバレエ団に所属するメンバーから成る全員平成産まれのカンパニー。海外では人気のあるものの、日本国内ではまだ認知の低いネオクラシックバレエを日本に伝えるべく、2015年6月結成。国内外問わず様々なコンクール、コンペティションに出場。2016年4月、堀絢子とコラボ公演を実施。その後、単独公演を毎年行なっている。

## メンバー、カンパニーダンサー
- 堀 莉穂 (Founder / Artistic Director)
- 木川彩香 (Costume Designer)
- 清水友梨香 (Associate Artistic Director)
- 日疋暖子
- 藤井紫乃
- 荒井 凜 (Associate Artistic Director)
- 藤原彩香
- 上原理沙
- 山口聖良
- 斎藤稚紗冬
- 諸鍛治春菜
- 森戸あかり